# Інфраструктура

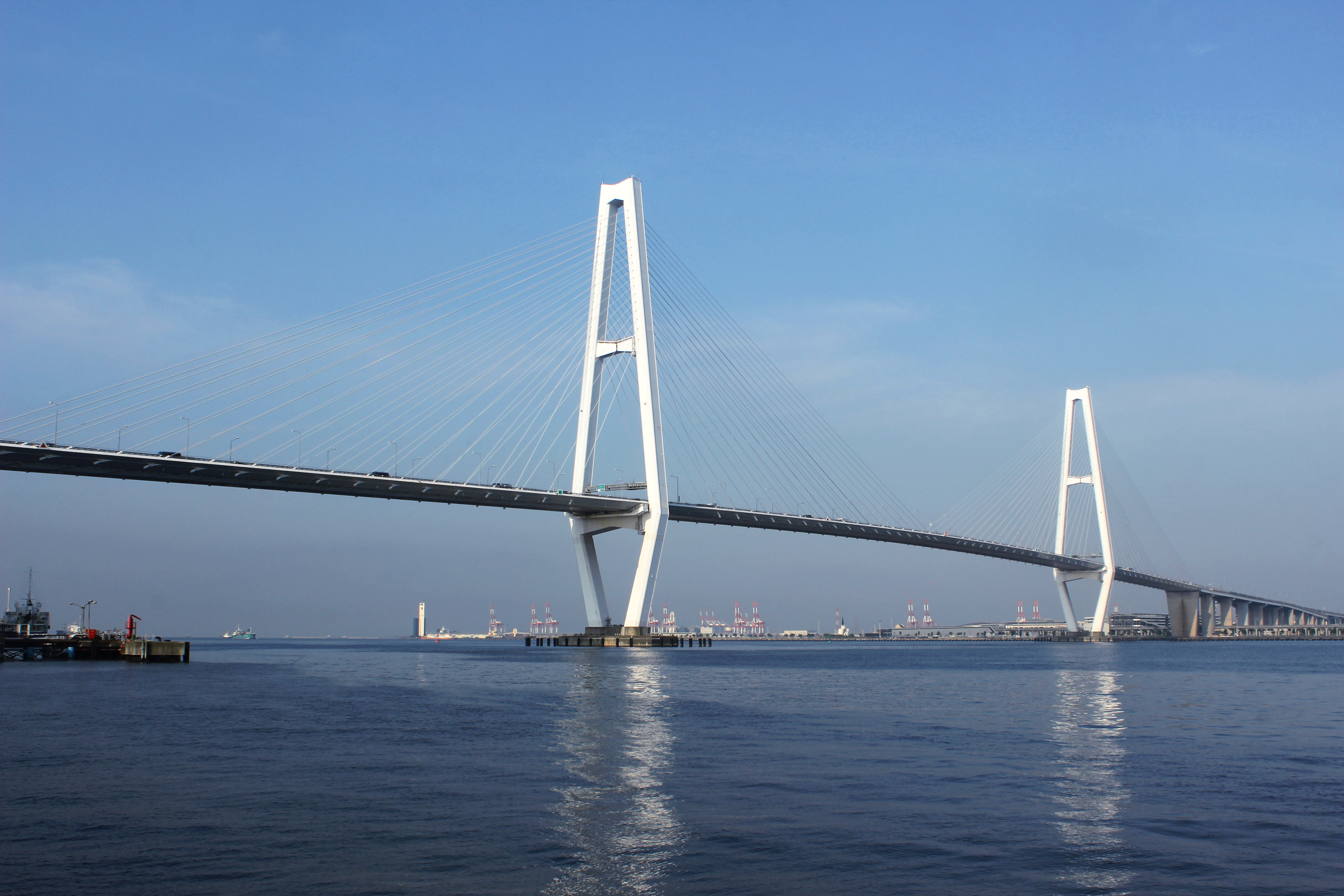
Транспортна інфраструктура в Нагої, Японія

Інфраструкту́ра (від лат. infra — «нижче», «під» та лат. structura — «будівля», «розташування») — сукупність споруд, будівель, систем і служб, необхідних для функціонування галузей матеріального виробництва та забезпечення умов життєдіяльності суспільства.
Розрізняють виробничу (дороги, канали, порти, склади, системи зв'язку тощо) і соціальну (школи, лікарні, бібліотеки, театри, стадіони та ін.) інфраструктуру.
Іноді терміном «інфраструктура» позначають комплекс так званих інфраструктурних галузей господарства (транспорт, зв'язок, освіта, охорона здоров'я тощо)

## Приклад
До інфраструктури гірничих підприємств належать транспортні мережі системи енерго- і водопостачання, склади кріпильних матеріалів, ВР, реагентів, готової продукції, а також телефонні мережі та інше.
Інфраструктура ринку — установи, фірми, компанії всіх видів власності, що забезпечують взаємодію між об'єктами ринкових відносин. До інфраструктури товарного ринку належать підприємства гуртової та роздрібної торгівлі, аукціони, ярмарки, товарні біржі, торговельні доми, посередницькі фірми, системи зв'язку, спеціальні державні органи регулювання ринку (антимонопольний комітет, інспекція з контролю за цінами тощо). До інфраструктури фінансового ринку - це вся банківська система, фондові біржі, валютні біржі, брокерські і страхові компанії, аудиторські фірми. До інфраструктури ринку праці належать біржі праці, державні системи обліку попиту на робочу силу, перепідготовку кадрів, регулювання міграції, дотації населенню тощо. Інфраструктура ринку є частиною ринку послуг.

### Міська інфраструктура
Міська інфраструктура — сукупність споруд, будівель, систем і служб, необхідних для функціонування міста.
Міська інфраструктура забезпечує життєдіяльність містян, і всі необхідні для цього об'єкти відносяться до неї. Вона ділиться на: системи комунальної інфраструктури (об'єкти та мережі водовідведення та водопостачання, теплопостачання, енергетичне споживання, газопостачання, зв'язок, гідротехнічні споруди); транспортну інфраструктуру (вулично-дорожня мережа, мости, тунелі, розв'язки, автопарковки, автосервіс, громадський транспорт, тротуари та бульвари, велодоріжки); соціальну інфраструктуру (об'єкти охорони здоров'я, освіти, культури, спорту, торгівлі, громадського харчування, швидкого обслуговування); рекреаційну інфраструктуру (міські ліси, парки, сквери, сади, майданчики для гри та відпочинку). Також є адміністративна інфраструктура, що забезпечує управління містом і надає державні та муніципальні послуги. Банківське та страхове обслуговування, житлово-комунальне господарство, пожежна безпека, поліція, вивіз та переробка побутових відходів, схоронення та ряд інших інфраструктурних споруд.